# Federação Internacional de Associações de Estudantes de Medicina
A Federação Internacional de Associações de Estudantes de Medicina (em inglês, International Federation of Medical Students' Associations — IFMSA) é uma organização não governamental que representa associações de estudantes de medicina. A Federação foi fundada em maio de 1951 e atualmente mantém 140 organizações membros de 129 países em seis continentes.

## História
A Federação foi uma das várias organizações estudantis internacionais que surgiram imediatamente após o término da Segunda Guerra Mundial. A reunião na qual foi estabelecida a criação da Federação ocorreu em Copenhagen em maio de 1951.
Em seu início, a Federação contava com a participação exclusiva de organizações estudantis europeias, mas expandiu progressivamente e hoje inclui 136 membros do mundo todo.
A Federação sempre focou na mobilidade e intercâmbio de estudantes, bem como na organização de conferências e workshops. As primeiras conferências foram as Student International Clinical Conferences, que tiveram bastante sucesso na década de 1950. Outras conferências discutiram educação médica, drogas e questões de AIDS e HIV. Na década de 1960, projetos foram organizados para ajudar estudantes menos favorecidos em países em desenvolvimento, o projeto Book Aid, que buscava o envio de livros médicos de nações mais ricas, e o Equipment Appeal, que promovia o envio de equipamentos médicos excedentes para esses países.
Na década de 70, os estudantes de medicina constataram a necessidade de descentralizar a Federação. Para concretizar esse objetivo, a Federação contribuiu para a criação de organizações regionais de estudantes de medicina na África e na Ásia. Posteriormente, foram eleitos vice-presidentes regionais para seis regiões como forma de promover a regionalização, mas essa estrutura foi abandonada após alguns anos.
No início dos anos 1980, a Federação emitiu uma série de resoluções e declarações sobre tópicos que vão da Educação Médica à Prevenção da Guerra Nuclear e à Atenção Básica à Saúde. No final dos anos 80, houve um impulso para a organização de projetos que pudessem fazer uma mudança local e, portanto, a ideia do Village Concept Project nasceu após a colaboração com outras organizações estudantis internacionais. Em 1986, também se deu o início dos Programas de Treinamento de Liderança em colaboração com a Organização Mundial da Saúde. Esses programas de treinamento ainda estão ativos hoje.
As relações oficiais com a OMS começaram em 1969, quando a colaboração resultou na organização de um simpósio sobre "Aprendizagem Programada em Educação Médica", bem como programas de imunologia e medicina tropical. Nos anos seguintes, a Federação e a OMS colaboraram na organização de uma série de workshops e programas de treinamento. A Federação colabora com a UNESCO desde 1971.
As principais atividades da Federação são intercâmbios de estudantes e diferentes projetos. Cerca de 14.000 estudantes de medicina a cada ano participam de intercâmbios internacionais de estudantes de medicina, tanto profissionais quanto acadêmicos (pesquisa). A Federação organiza projetos, programas, seminários e workshops nas áreas de saúde pública, educação médica, saúde reprodutiva e direitos humanos e paz.

## Organização
Todas as atividades da Federação estão vinculadas a um de seus seis comitês permanentes, que são:
- Comitê Permanente de Educação Médica (SCOME)
- Comitê Permanente de Intercâmbio Profissional (SCOPE)
- Comitê Permanente de Intercâmbio de Pesquisa (SCORE)
- Comitê Permanente de Saúde Pública (SCOPH)
- Comitê Permanente de Saúde e Direitos Sexuais e Reprodutivos, incluindo HIV e AIDS (SCORA)
- Comitê Permanente de Direitos Humanos e Paz (SCORP)

## Presidentes
- 1995–1996 - Ahmed Fayed, Egito - EMR
- 2001-2002 - Joel Kammeyer, EUA - EMR
- 2002-2003 - Kristina Oegaard Noruega - Europa
- 2003-2004 - Emily Spry, Reino Unido - Europa
- 2005–2006 - Jana Kammeyer, Eslováquia - Europa
- 2006–2007 - Ahmed Ali, Sudão - África
- 2007–2008 - Anas Eid, Palestina - EMR
- 2008–2009 - Melhim Bou Alwan, Líbano - EMR
- 2009–2010 - Silva Rukavina, Croácia - Europa
- 2010–2011 - Chijioke Kaduru, Gana - África
- 2011–2012 - Christopher Pleyer, Áustria - Europa
- 2012–2013 - Roopa Dhatt, Estados Unidos - Américas
- 2013–2014 - Josko Mise, Croácia - Europa
- 2014–2015 - Agostinho Sousa, Portugal - Europa
- 2015–2016 - Karim M. Abuzeid, Egito - EMR
- 2016–2017 - Cherkaoui Omar, Marrocos - EMR
- 2017–2018 - Carlos Acosta, Brasil - Américas
- 2018–2019 - Batoot Al-Wahdani, Jordânia - EMR
- 2019-2020 - Nebojša Nikolić, Sérvia - Europa
- 2020-2021 - Po-Chin Li Taiwan - Ásia